# Eupithecia latipennis
Eupithecia latipennis är en fjärilsart som beskrevs av W. Warren 1905. Eupithecia latipennis ingår i släktet Eupithecia och familjen mätare. Inga underarter finns listade i Catalogue of Life.